# Socha svatého Jana Nepomuckého (Kameničky)
Pískovcová barokní socha svatého Jana Nepomuckého od významného regionálního sochaře Jana Alberta Devotyho z roku 1723 se nalézá na bývalém hřbitově u kostela Nejsvětější Trojice v obci Kameničky v okrese Chrudim. Socha je od roku 1958 spolu s celým areálem kostela Nejsvětější Trojice chráněna jako nemovitá kulturní památka ČR.

## Historie
Pískovcová socha svatého Jana Nepomuckého od regionálního sochaře Jana Alberta Devotyho z Hrochova Týnce tvořila společně se sochou svatého Floriána od neznámého autora z roku 1779 a pískovcovým krucifixem z roku 1779 sochařskou výzdobu dnešního Poděbradova náměstí v nedalekém městě Hlinsko. Po první světové válce byla celá skupina soch přemístěna do Kameniček, kde došlo k jejímu rozdělení (sochy světců lemují přístupovou cestu k hlavnímu vstupu do kostela Nejsvětější Trojice a krucifix zaujímá místo před vstupní branou do areálu kostela).

## Popis
Socha svatého Jana Nepomuckého stojí na bývalém hřbitově, na východní straně cesty k hlavnímu vstupu do kostela Nejsvětější Trojice. 
V trávníku stojí na nízkém, nahoře profilováním okoseném hranolovém podstavci užší pilíř, dole volutově rozšířený a nahoře zakončený profilovanou římsou. Pilíř je dole na přední straně mezi volutami ozdoben reliéfním akantovým motivem. Nad reliéfem je hluboce vyhloubena osmicípá hvězda.
Na římse stojí socha světce v životní velikosti oděná v tradičním řasnatém rouchu s biretem na hlavě. Hlavu obklopuje svatozář s pěti hvězdami. Světec drží v náručí krucifix. Na zadní straně pilíře je vytesán nápis majuskulí s chronogramem 1723: „TENTO OBRAZ GEST POSTAVEN KE CTI A SLAWIE JANA SWATEHO NÁKLADEM WIERNYCH CTITELEV GEHO ROKV TOHO KDIŽ KAREL SSESTEG CISARZ RZIMSKEG KRAL NASS W PRAZE KORRVNOVAN GEST Z PRZICINIENI P. MATIEGE A PROKOPA TOHO CASV PRIMATORA“.
Socha byla v letech 1999 a 2021 restaurována.